# サウスイーストフェアバンクス国勢調査地域
座標: 北緯63度46分 西経143度36分 / 北緯63.767度 西経143.600度
サウスイーストフェアバンクス国勢調査地域（サウスイーストフェアバンクスこくせいちょうさちいき、英語: Southeast Fairbanks Census Area）は、アメリカ合衆国アラスカ州非自治郡の国勢調査地域。名前の通りフェアバンクスの南東に位置する。最大のコミュニティは国勢調査指定地域のデルタナ、市に限る場合はデルタジャンクション。人口は6,808人（2020年国勢調査）。

## 地理
アメリカ合衆国国勢調査局によると、面積は25,059平方マイル (64,900 km2)で、そのうち陸地は24,769平方マイル (64,150 km2)、水域は291平方マイル (750 km2)、割合は1.2パーセントである。他の州と比較すると、ウエストバージニア州よりわずかに大きい程度である。

### 隣接する行政区画
- フェアバンクスノーススター郡 - 北西
- ユーコン・コユクック国勢調査地域 - 北
- カナダ・ユーコン準州 - 東
- カッパーリバー国勢調査地域 - 南
- マタヌスカ・スシトナ郡 - 南西
- デナリ郡 - 西

## 歴史

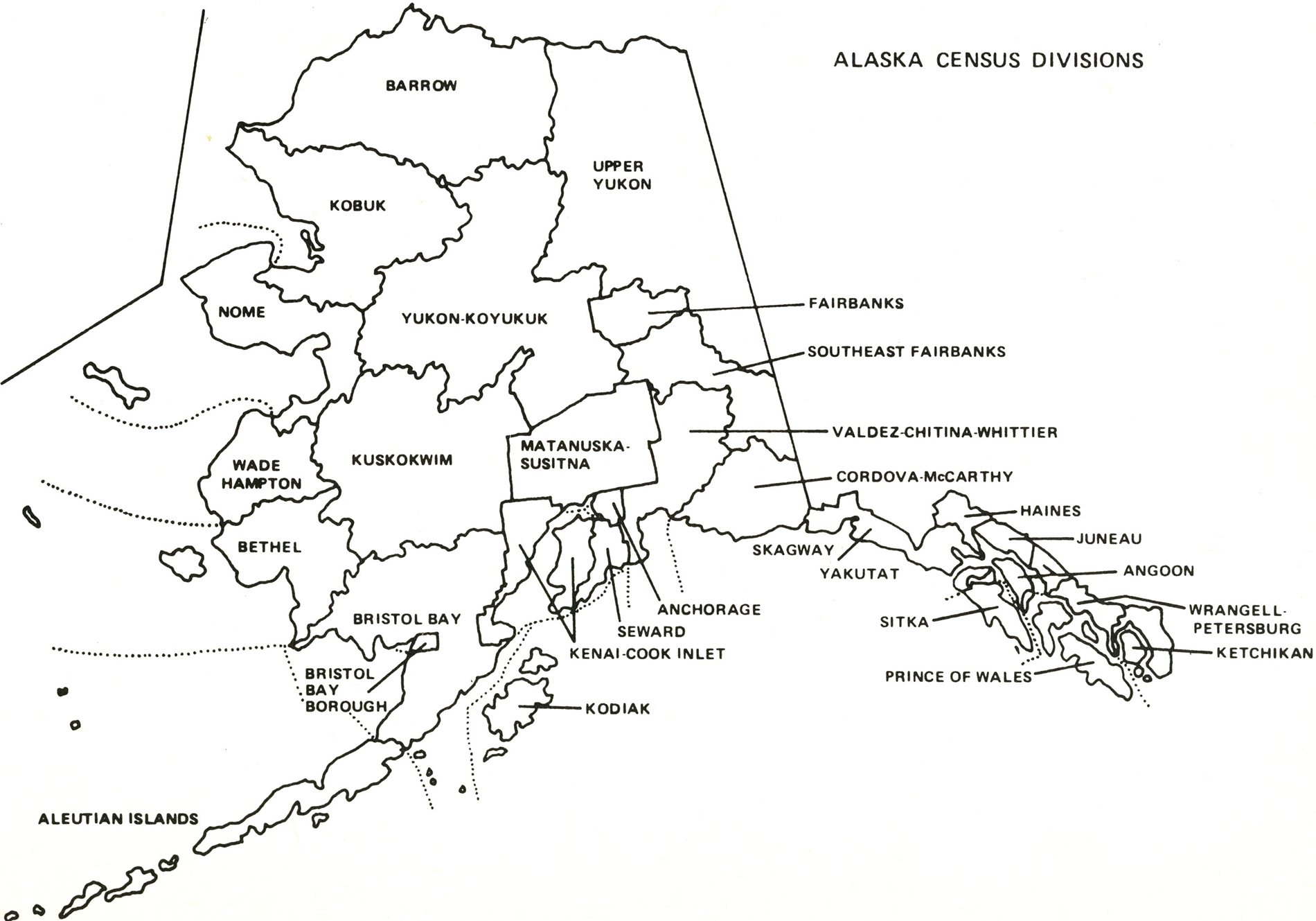
1970年の国勢調査区

1960年の国勢調査では、現在のサウスイーストフェアバンクス国勢調査地域とフェアバンクスノーススター郡を合わせた地域にフェアバンクス選挙区（Fairbanks Election District）が存在した。
1964年に旧選挙区の北西部がフェアバンクスノーススター郡として分離し、残された旧選挙区の南東部はサウスイーストフェアバンクス国勢調査区（Southeast Fairbanks Division）に再編された。1980年、サウスイーストフェアバンクス国勢調査地域となる。なお旧国勢調査区と国勢調査地域では範囲が若干異なる。

## 住民
2020年国勢調査によると人口は6,808人で、アラスカ州では15番目に多い。人種別だと白人が7割、アラスカ先住民が1割を占める。
| 人種 / 民族 (NH = 非ヒスパニック)               | 人口 2010 | 人口 2020 | % 2010  | % 2020  |
| ----------------------------------------------- | --------- | --------- | ------- | ------- |
| 白人 (NH)                                       | 5,535     | 4,993     | 78.75%  | 73.34%  |
| アフリカ系アメリカ人 (NH)                       | 71        | 68        | 1.01%   | 1.00%   |
| ネイティブ・アメリカンおよびアラスカ先住民 (NH) | 797       | 795       | 11.34%  | 11.68%  |
| アジア系アメリカ人 (NH)                         | 64        | 87        | 0.91%   | 1.28%   |
| 太平洋諸島系 (NH)                               | 11        | 13        | 0.16%   | 0.19%   |
| その他の人種 (NH)                               | 6         | 23        | 0.09%   | 0.34%   |
| 混血 (NH)                                       | 311       | 453       | 4.42%   | 6.65%   |
| ラテン系アメリカ人（ヒスパニック）              | 234       | 376       | 3.33%   | 5.52%   |
| 合計                                            | 7,029     | 6,808     | 100.00% | 100.00% |

## 都市

### 市
- デルタジャンクション（英語版）
- イーグル（英語版）

### 国勢調査指定地域
- アルカンボーダー（英語版）
- ビッグデルタ（英語版）
- チキン
- デルタナ（英語版）
- ドットレイク（英語版）
- ドットレイクビレッジ（英語版）
- ドライクリーク（英語版）
- イーグルビレッジ（英語版）
- フォートグリーリー（英語版）
- ヒーリーレイク（英語版）
- ノースウェイ（英語版）
  - ノースウェイジャンクション（英語版）（2020年国勢調査前にノースウェイに編入）
  - ノースウェイビレッジ（英語版）（同上）
- タナクロス（英語版）
- Tetlin
- トック（英語版）
- ホワイトストーン（英語版）

### 非法人コミュニティ
- チャーリースキンビレッジ（英語版）
- ドネリー（英語版）
- ジャックウェイド（英語版）
- Kathakne